# Taganrog
Taganrog (tiếng Nga: Таганрог, IPA: [təɡʌnˈrok]) là một thành phố hải cảng Nga. Thành phố nằm ở bờ bắc của vịnh Taganrog (biển Azov), vài km về phía tây cửa sông Đông. Thành phố này thuộc chủ thể Rostov Oblast. Thành phố có dân số 281.947 người (theo điều tra dân số năm 2002. Đây là thành phố lớn thứ 66 của Nga theo dân số năm 2002. Dân số: 257,692 (Điều tra dân số 2010); 281,947 (Điều tra dân số 2002); 291,622 (Điều tra dân số năm 1989).